# Gao (flygplats)
Gao är en flygplats i Mali. Den ligger i den östra delen av landet, 900 km öster om huvudstaden Bamako. Gao ligger 265 meter över havet.
Terrängen runt Gao är platt. Runt Gao är det ganska glesbefolkat, med 28 invånare per kvadratkilometer. Närmaste större samhälle är Gao, 4,9 km nordväst om Gao. Omgivningarna runt Gao är i huvudsak ett öppet busklandskap.